# Senatori del Delaware
Il Delaware elegge senatori di classe 1 e 2. Gli attuali senatori sono i democratici Lisa Blunt Rochester e Chris Coons.

## Elenco

### Classe1
| N.      | Foto    | Senatore                         | Partito                   | Carica            | Carica            | Congresso                                                                       | Mandati                                                   | Elezioni |
| N.      | Foto    | Senatore                         | Partito                   | Inizio            | Termine           | Congresso                                                                       | Mandati                                                   | Elezioni |
| ------- | ------- | -------------------------------- | ------------------------- | ----------------- | ----------------- | ------------------------------------------------------------------------------- | --------------------------------------------------------- | --- |
| 1       |         | George Read (1733-1798)          | Pro-amministrazione       | 4 aprile 1789     | 18 settembre 1793 | 1 · 2 · 3                                                                       | 1⁄2                                                       | 1788 · 1790 Dimessosi per divenire giudice della Corte Suprema del Delaware                                       |
| Vacante | Vacante | Vacante                          | Vacante                   | 18 settembre 1793 | 7 febbraio 1795   | 3                                                                               |                                                           | |
| 2       |         | Henry Latimer (1752-1819)        | Pro-amministrazione       | 7 febbraio 1795   | 28 febbraio 1801  | 3 · 4 · 5 · 6                                                                   | 1 1⁄2                                                     | Eletto per terminare il mandato di Read · 1797 Dimessosi                                                          |
| 3       |         | Samuel White (1770-1809)         | Federalista               | 28 febbraio 1801  | 4 novembre 1809   | 7 · 8 · 9 · 10 · 11                                                             | 1 1⁄2                                                     | Eletto per terminare il mandato di Latimer · 1803 · 1809 Deceduto                                                 |
| Vacante | Vacante | Vacante                          | Vacante                   | 4 novembre 1809   | 12 gennaio 1810   | 11                                                                              |                                                           | |
| 4       |         | Outerbridge Horsey (1777-1842)   | Federalista               | 12 gennaio 1810   | 3 marzo 1821      | 12 · 13 · 14 · 15 · 16                                                          | 1 1⁄2                                                     | Eletto per terminare il mandato di White · 1815 Non ricandidatosi                                                 |
| Vacante | Vacante | Vacante                          | Vacante                   | 4 marzo 1821      | 23 gennaio 1822   | 17                                                                              |                                                           | |
| 5       |         | Caesar A. Rodney (1772-1824)     | Democratico-Repubblicano  | 23 gennaio 1822   | 29 gennaio 1823   | 17                                                                              | 1⁄2                                                       | Eletto per terminare il periodo vacante Dimessosi                                                                 |
| Vacante | Vacante | Vacante                          | Vacante                   | 29 gennaio 1823   | 8 gennaio 1824    | 17 · 18                                                                         |                                                           | |
| 6       |         | Thomas Clayton (1777-1854)       | Federalista               | 8 gennaio 1824    | 3 marzo 1827      | 18 · 19                                                                         | 1⁄2                                                       | Eletto per terminare il mandato di Rodney                                                                         |
| 7       |         | Louis McLane (1786-1857)         | Jacksoniano               | 4 marzo 1827      | 16 aprile 1829    | 20 · 21                                                                         | 1⁄2                                                       | 1827 Dimessosi per divenire ambasciatore nel Regno Unito                                                          |
| Vacante | Vacante | Vacante                          | Vacante                   | 16 aprile 1829    | 7 gennaio 1830    | 21                                                                              |                                                           | |
| 8       |         | Arnold S. Naudain (1790-1872)    | Anti-Jacksoniano          | 7 gennaio 1830    | 16 giugno 1836    | 22 · 23 · 24                                                                    | 1                                                         | Eletto per terminare il mandato di McLane · 1832 Dimessosi                                                        |
| 9       |         | Richard H. Bayard (1796-1868)    | Anti-Jacksoniano poi Whig | 17 giugno 1836    | 19 settembre 1839 | 24 · 25 · 26                                                                    | 1⁄2                                                       | Eletto per terminare il mandato di Naudain · 1838 Dimessosi per divenire giudice della Corte Suprema del Delaware |
| Vacante | Vacante | Vacante                          | Vacante                   | 19 settembre 1839 | 11 gennaio 1841   | 26                                                                              |                                                           | |
| —       |         | Richard H. Bayard (1796-1868)    | Whig                      | 12 gennaio 1841   | 3 marzo 1845      | 27 · 28                                                                         | 1⁄2                                                       | Eletto per terminare il proprio mandato · Non ricandidatosi                                                       |
| 10      |         | John M. Clayton (1796-1856)      | Whig                      | 4 marzo 1845      | 23 febbraio 1849  | 29 · 30                                                                         | 1⁄2                                                       | 1845 Dimessosi per divenire Segretario di Stato                                                                   |
| 11      |         | John Wales (1783-1863)           | Whig                      | 23 febbraio 1849  | 3 marzo 1851      | 31                                                                              | 1⁄2                                                       | Eletto per terminare il mandato di Clayton Perse la rielezione                                                    |
| 12      |         | James A. Bayard, Jr. (1799-1880) | Democratico               | 4 marzo 1851      | 29 gennaio 1864   | 32 · 33 · 34 · 35 · 36 · 37 · 38                                                | 2 1⁄2                                                     | 1851 · 1857 · 1863 Dimessosi                                                                                      |
| 13      |         | George R. Riddle (1817-1867)     | Democratico               | 29 gennaio 1864   | 29 marzo 1867     | 38 · 39 · 40                                                                    | 1⁄2                                                       | Eletto per terminare il mandato di Bayard · Deceduto                                                              |
| Vacante | Vacante | Vacante                          | Vacante                   | 29 marzo 1867     | 5 aprile 1867     | 40                                                                              |                                                           | |
| 14      |         | James A. Bayard, Jr. (1799-1880) | Democratico               | 5 aprile 1867     | 3 marzo 1869      | 40                                                                              | 1⁄2                                                       | Nominato per continuare il mandato di Riddle Eletto per terminare il mandato di Riddle Non ricandidatosi          |
| 15      |         | Thomas F. Bayard (1828-1898)     | Democratico               | 4 marzo 1869      | 6 marzo 1885      | 41 · 42 · 43 · 44 · 45 · 46 · 47 · 48 · 49                                      | 2 1⁄2                                                     | 1869 · 1875 · 1881 Dimessosi per divenire Segretario di Stato                                                     |
| Vacante | Vacante | Vacante                          | Vacante                   | 6 marzo 1885      | 18 marzo 1885     | 49                                                                              |                                                           | |
| 16      |         | George Gray (1840-1925)          | Democratico               | 18 marzo 1885     | 3 marzo 1899      | 49 · 50 · 51 · 52 · 53 · 54 · 55                                                | 2 1⁄2                                                     | Eletto per terminare il mandato di Bayard · 1887 · 1893 Perse la rielezione                                       |
| Vacante | Vacante | Vacante                          | Vacante                   | 4 marzo 1899      | 1º marzo 1903     | 56 · 57                                                                         | Elezione ritardata da parte della legislatura dello stato | Elezione ritardata da parte della legislatura dello stato                                                         |
| 17      |         | L. Heisler Ball (1861-1932)      | Repubblicano              | 2 marzo 1903      | 3 marzo 1905      | 58                                                                              | 1⁄2                                                       | Eletto per terminare il periodo vacante                                                                           |
| Vacante | Vacante | Vacante                          | Vacante                   | 4 marzo 1905      | 12 giugno 1906    | 59                                                                              | Elezione ritardata da parte della legislatura dello stato | Elezione ritardata da parte della legislatura dello stato                                                         |
| 18      |         | Henry A. du Pont (1861-1932)     | Repubblicano              | 13 giugno 1906    | 3 marzo 1917      | 60 · 61 · 62 · 63 · 64                                                          | 1 1⁄2                                                     | Eletto per terminare il periodo vacante · 1911 Perse la rielezione                                                |
| 19      |         | Josian O. Wolcott                | Democratico               | 4 marzo 1917      | 2 luglio 1921     | 65 · 66 · 67                                                                    | 1⁄2                                                       | 1916 Dimessosi per diventare giudice della corte di equità del Delaware                                           |
| 20      |         | T. Coleman du Pont               | Repubblicano              | 7 luglio 1921     | 6 novembre 1922   | 67                                                                              | 1⁄2                                                       | Nominato per terminare il mandato di Wolcott Dimessosi dopo aver perso la rielezione                              |
| 21      |         | Thoomas F. Bayyard Jr.           | Democratico               | 7 novembre 1922   | 3 marzo 1929      | 67 · 68 · 69 · 70                                                               | 1 1⁄2                                                     | Eletto per terminare il mandato di du Pont · 1922 Perse la rielezione                                             |
| 22      |         | John G. Townsend Jr              | Repubblicano              | 4 marzo 1929      | 3 gennaio 1941    | 71 · 7 · 73 · 74 · 75 · 76                                                      | 2                                                         | 1928 · 1934 Perse la rielezione                                                                                   |
| 23      |         | James M. Tunnell                 | Democratico               | 3 gennaio 1941    | 3 gennaio 1947    | 77 · 78 · 79                                                                    | 1                                                         | 1940 Perse la rielezione                                                                                          |
| 24      |         | John J. Williams                 | Repubblicano              | 3 gennaio 1947    | 31 dicembre 1970  | 80 · 81 · 82 · 83 · 84 · 85 · 86 · 87 · 88 · 89 · 90 · 91                       | 4                                                         | 1946 · 1952 · 1958 · 1964 Dimessosi in anticipo                                                                   |
| 25      |         | William Roth                     | Repubblicano              | 1 gennaio 1971    | 3 gennaio 2003    | 92 · 93 · 94 · 95 · 96 · 97 · 98 · 99 · 100 · 101 · 102 · 103 · 104 · 105 · 106 | 5                                                         | 1970 · 1976 · 1982 · 1988 · 1994 Perse la rielezione                                                              |
| 26      |         | Thomas Carper                    | Democratico               | 3 gennaio 2003    | 3 gennaio 2025    | 107 · 108 · 109 · 110 · 111 · 112 · 113 · 114 · 115 · 116 · 117 · 118           | 4                                                         | 2000 · 2006 · 2012 · 2018 Non ricandidatosi                                                                       |
| 27      |         | Lisa Blunt Rochester             | Democratico               | 3 gennaio 2025    | In carica         | 119 · 120 · 121                                                                 | 1                                                         | 2024 |

### Classe 2
| #       | Immagine | Senatore               | Partito                   | Carica           | Carica           | Congresso                                                                                                | Mandati | Elezioni |
| #       | Immagine | Senatore               | Partito                   | Inizio           | Termine          | Congresso                                                                                                | Mandati | Elezioni |
| ------- | -------- | ---------------------- | ------------------------- | ---------------- | ---------------- | --- | ------- | --- |
| 1       |          | Richard Bassett        | Pro-Amministrazione       | 4 marzo 1789     | 3 marzo 1793     | 1 · 2 | 2       | 1788 |
| 2       |          | John M. Vining         | Pro-Amministrazione       | 4 marzo 1793     | 19 gennaio 1798  | 3 · 4 · 5                                                                                                | 1⁄2     | 1793 Dimessosi |
| 3       |          | Joshua Clayton         | Federalista               | 19 gennaio 1798  | 11 agosto 1798   | 5 | 1⁄2     | Eletto per terminare il mandato di Vining Deceduto                                                                   |
| Vacante | Vacante  | Vacante                | Vacante                   | 11 agosto 1798   | 17 gennaio 1799  | 5 |         | |
| 4       |          | William H. Wells       | Federalista               | 17 gennaio 1799  | 6 novembre 1804  | 5 · 6 · 7 · 8                                                                                            | 1⁄2     | Eletto per terminare il mandato di Vining · 1799 Dimessosi                                                           |
| 5       |          | James A. Bayard        | Federalista               | 13 novembre 1804 | 3 marzo 1813     | 8 · 9 · 10 · 11 · 12                                                                                     | 1 1⁄2   | Eletto per terminare il mandato di Wells · 1805 · 1811 Dimessosi                                                     |
| Vacante | Vacante  | Vacante                | Vacante                   | 3 marzo 1813     | 21 maggio 1813   | 13 |         | |
| 6       |          | William H. Wells       | Federalista               | 21 maggio 1813   | 3 marzo 1817     | 13 · 14                                                                                                  | 1⁄2     | Eletto per terminare il mandato di Bayars Non ricandidatosi                                                          |
| 7       |          | Nicholas Van Dyke      | Federalista               | 4 marzo 1817     | 21 maggio 1826   | 15 · 16 · 17 · 18 · 19                                                                                   | 1 1⁄2   | 1817 · 1823 Deceduto                                                                                                 |
| Vacante | Vacante  | Vacante                | Vacante                   | 21 maggio 1826   | 8 novembre 1826  | 19 |         | |
| 8       |          | Daniel Rodney          | Anti-Jacksoniano          | 8 novembre 1826  | 12 gennaio 1827  | 19 | 1⁄2     | Nominato per continuare il mandato di Van Dyke Non ricandidatosi                                                     |
| 9       |          | Henry M. Ridgely       | Jacksoniano               | 12 gennaio 1827  | 3 marzo 1829     | 20 | 1⁄2     | Eletto per terminare il mandato Non ricandidatosi                                                                    |
| 10      |          | John Middleton Clayton | Anti-Jacksoniano          | 4 marzo 1829     | 29 dicembre 1836 | 21 · 22 · 23 · 24                                                                                        | 1 1⁄2   | 1829 · 1835 Dimessosi                                                                                                |
| Vacante | Vacante  | Vacante                | Vacante                   | 29 dicembre 1836 | 9 gennaio 1837   | 24 |         | |
| 11      |          | Thomas Clayton         | Anti-Jacksoniano poi Whig | 9 gennaio 1937   | 3 marzo 1847     | 24 · 25 · 26 · 27 · 28 · 29                                                                              | 1 1⁄2   | Eletto per terminare il mandato di Clayton · 1841 Non ricandidatosi                                                  |
| 12      |          | Presley Spruance       | Whig                      | 4 marzo 1847     | 3 marzo 1853     | 30 · 31 · 32                                                                                             | 1       | 1846 Non ricandidatosi                                                                                               |
| 13      |          | John Middleton Clayton | Whig                      | 4 marzo 1853     | 9 novembre 1856  | 33 · 34                                                                                                  | 1⁄2     | 1853 Deceduto |
| Vacante | Vacante  | Vacante                | Vacante                   | 9 novembre 1856  | 19 novembre 1856 | 34 |         | |
| 14      |          | Joseph P. Comegys      | Whig                      | 19 novembre 1856 | 14 gennaio 1857  | 34 | 1⁄2     | Nominato per terminare il mandato di Clayton Non ricandidatosi                                                       |
| 15      |          | Martin W. Bates        | Democratico               | 14 gennaio 1857  | 3 marzo 1859     | 34 · 35                                                                                                  | 1⁄2     | Eletto per terminare il mandato di Clayton Perse la rielezione                                                       |
| 16      |          | Willard Saulsbury Sr.  | Democratico               | 4 marzo 1859     | 3 marzo 1871     | 36 · 37 · 38 · 39 · 40 · 41                                                                              | 2       | 1858 · 1864 Perse la rielezione                                                                                      |
| 17      |          | Eli M. Saulsbury       | Democratico               | 4 marzo 1871     | 3 marzo 1889     | 42 · 43 · 44 · 45 · 46 · 47 · 48 · 49 · 50                                                               | 3       | 1871 · 1876 · 1882 Perse la rielezione                                                                               |
| 18      |          | Anthony C. Higgins     | Repubblicano              | 4 marzo 1889     | 3 marzo 1895     | 51 · 52 · 53                                                                                             | 1       | 1888 Perse la rielezione                                                                                             |
| Vacante | Vacante  | Vacante                | Vacante                   | 4 marzo 1895     | 19 gennaio 1897  | 54 |         | |
| 19      |          | Richard R. Kenney      | Democratico               | 19 gennaio 1897  | 3 marzo 1901     | 54 · 55 · 56                                                                                             | 1⁄2     | Eletto per terminare il mandato vacante Perse la rielezione                                                          |
| Vacante | Vacante  | Vacante                | Vacante                   | 4 marzo 1901     | 2 marzo 1903     | 57 |         | |
| 29      |          | J. Frank Allee         | Repubblicano              | 2 marzo 1903     | 3 marzo 1907     | 58 · 59                                                                                                  | 2       | Eletto per terminare il mandato vacante Non ricandidatosi                                                            |
| 21      |          | Harry A. Richardson    | Repubblicano              | 4 marzo 1907     | 3 marzo 1913     | 60 · 61 · 62                                                                                             | 1       | 1907 Non ricandidatosi                                                                                               |
| 22      |          | Willard Saulsbury Jr.  | Democratico               | 4 marzo 1913     | 3 marzo 1919     | 63 · 64 · 65                                                                                             | 1       | 1913 Perse la rielezione                                                                                             |
| 23      |          | L. Heisler             | Repubblicano              | 4 marzo 1919     | 3 marzo 1925     | 66 · 67 · 68                                                                                             | 1       | 1919 Non ottenne la ricandidatura                                                                                    |
| 24      |          | T. Coleman du Pont     | Repubblicano              | 4 marzo 1925     | 8 dicembre 1928  | 69 · 70                                                                                                  | 1⁄2     | 1924 Dimessosi |
| Vacante | Vacante  | Vacante                | Vacante                   | 8 dicembre 1928  | 10 dicembre 1928 | 70 |         | |
| 25      |          | Daniel O. Hastings     | Repubblicano              | 10 dicembre 1928 | 3 gennaio 1937   | 70 · 71 · 72 · 73 · 74                                                                                   | 1 1⁄2   | Nominato per continuare il mandato di du Pont · Eletto per continuare il mandato di du Pont 1930 Perse la rielezione |
| 26      |          | James H. Hughes        | Democratico               | 3 gennaio 1937   | 3 gennaio 1943   | 75 · 76 · 77                                                                                             | 1       | 1936 Perse la rielezione                                                                                             |
| 27      |          | C. Douglass Buck       | Repubblicano              | 3 gennaio 1943   | 3 gennaio 1949   | 78 · 79 · 80                                                                                             | 1       | 1942 Perse la rielezione                                                                                             |
| 28      |          | J. Allen Frear Jr.     | Democratico               | 3 gennaio 1949   | 3 gennaio 1961   | 81 · 82 · 83 · 84 · 85 · 86                                                                              | 2       | 1948 · 1954 Perse la rielezione                                                                                      |
| 29      |          | J. Caleb Boggs         | Repubblicano              | 3 gennaio 1961   | 3 gennaio 1973   | 87 · 88 · 89 · 90 · 91 · 92                                                                              | 2       | 1960 · 1966 Perse la rielezione                                                                                      |
| 30      |          | Joe Biden              | Democratico               | 3 gennaio 1973   | 15 gennaio 2009  | 93 · 94 · 95 · 96 · 97 · 98 · 99 · 100 · 101 · 102 · 103 · 104 · 105 · 106 · 107 · 108 · 109 · 110 · 111 | 6 1⁄2   | 1972 · 1978 · 1984 · 1990 · 1996 · 2002 · 2008 Dimessosi per diventare Vice Presidente                               |
| 31      |          | Ted Kaufman            | Democratico               | 16 gennaio 2009  | 15 novembre 2010 | 111 | 1⁄2     | Nominato per continuare il mandato Non ricandidatosi                                                                 |
| 32      |          | Chris Coons            | Democratico               | 15 novembre 2010 | in carica        | 112 · 113 · 114 · 115 · 116 · 117 · 118 · 119                                                            | 2 1⁄2   | Eletto per terminare il mandato di Kaufman · 2014 · 2020                                                             |